# Erwin Topp
Erwin Topp

Link zum Bild

Erwin Topp (* 3. September 1924 in Wattenscheid; † 22. Januar 1971 am Altkönig im Taunus) war ein deutscher Politiker (SPD). Er war von 1968 bis 1971 Oberbürgermeister der Stadt Wattenscheid.

## Leben
Topp war von Beruf Lehrer und Direktor der Jacob-Mayer-Realschule in Bochum seit ihrer Einweihung im Jahr 1956.

## Politik
Er trat in die SPD ein und betätigte sich in der Kommunalpolitik. Von 1964 bis zu seinem Tod im Januar 1971 war er Ratsherr und vom 26. Januar 1968 bis zum 22. Januar 1971 Oberbürgermeister der Stadt Wattenscheid.
Topp war als Mitglied der Stadtspitze maßgeblich an der Umgestaltung Wattenscheids mitten in der Bergbaukrise beteiligt. Diese veranlasste insbesondere den Bau von über 100 Firmenansiedlungen in Wattenscheid und glich damit den Verlust der Arbeitsplätze aus.

## Tod
Auf dem Rückflug von einer Dienstreise aus Frankfurt am Main kamen Topp, Oberstadtdirektor Georg Schmitz sowie Stadtbaurat Kurt Wille ums Leben; die Maschine zerschellte im Hochtaunus beim Flugunfall auf dem Altkönig. Die Unglücksopfer wurden auf dem Wattenscheider Propsteifriedhof beerdigt.

## Ehrung
Seit 1999 ist eine Straße im Namensverbund „Ehemalige Bürgermeister in Wattenscheid“ nach ihm benannt.